# Jacaré dos Homens
Jacaré dos Homens är en kommun i Brasilien.   Den ligger i delstaten Alagoas, i den östra delen av landet, 1 300 km nordost om huvudstaden Brasília. Antalet invånare är 5 413.
Omgivningarna runt Jacaré dos Homens är huvudsakligen savann. Runt Jacaré dos Homens är det ganska glesbefolkat, med 30 invånare per kvadratkilometer.